# Pakistan i olympiska sommarspelen 1956
Pakistan deltog med 55 deltagare vid de olympiska sommarspelen 1956 i Melbourne. Totalt vann de en silvermedalj.

## Medaljer

### Silver
- Abdul Rashid, Akhtar Hussain, Munir Dar, Ghulam Rasul, Anwar Khan, Habib Ali Kiddie, Latif-ur-Rehman, Manzoor Hussain Atif, Motiullah, Naseer Bunda, Noor Alam, Khursheed Aslam, Abdul Waheed, Mushtaq Ahmad och Zakir Hussain - Landhockey.